# バティスティーナ (小惑星)
バティスティーナ (298 Baptistina) は小惑星帯にある小惑星の一つ。
1890年9月9日にニースでオーギュスト・シャルロワによって発見された。フランス語の女性の名前が付けられたが、正確な由来は不明である。
フローラ族と似た軌道だが、実際には別の族であることが分かっている。

## バティスティーナ族
バティスティーナ族は小惑星の族 (family) の一つで、1億6千万年ほど前に直径約 170 km の小惑星が別の小さな小惑星と衝突して砕けたことによって出来たと思われる。その母天体の最大の破片がバティスティーナである。
1億年前から5千万年前にかけて、山ほどの大きさの多数の破片が火星や木星の摂動などによって太陽系内部に漏れ出し、隕石となって降り注いだ。バティスティーナ族は同じような軌道を周る珍しい炭素質コンドライトの隕石を多数含んでおり、6550万年ほど前に地球へ落下した小惑星（チクシュルーブ衝突体）もバティスティーナ族だったと考えられている。